# 李景元 (萬曆進士)
李景元（？—1613年），號玄石，直隸大名府大名縣人。明朝政治人物。

## 生平
景元登萬曆十年（1582年）壬午科舉人，十七年（1589年）己丑科進士。都察院觀政，十八年二月初为户部主事，主管京倉，司出入，歷度支，課最，二十一年調禮部，歷升禮部郎中，二十三年六月出为河南副使，二十五年遷陕西副使、张掖兵備，親身督戰，以捷聞，賜白金、文綺。二十六年升山西右参政，二十年以功升一级，二十八年調山西冀寧道按察使，三十年四月升右布政使，三十二年進左布政使，本年九月升都察院右佥都御史、山西巡撫，三十五年十月進右副都御史，三十七年丁繼母憂歸。三十九年十一月起升兵部右侍郎，丁父艱歸里。四十一年起復工部右侍郎、兼右佥都御史，总理河道，未任而卒。贈右都御史。

## 家族
曾祖李紀。祖李邦用，天性孝友，好游历山水。父李粹，善事继母。以子貴誥封副都御史。母麻氏，繼母房氏。
子李延洪，舉人。